# Poskoczek mułowy
Poskoczek mułowy (Periophthalmus barbarus) – ryba z rodziny babkowatych.

## Występowanie
Wszystkie rodzaje wód, od Afryki (od Angoli) na wschodzie przez Morze Czerwone, Indie, Bangladesz, Filipiny po zachodnią Australię i wyspę Guam w Mikronezji.

## Opis
Wydaje się bardziej podobna do płaza, niż do ryby. Gatunek ten występuje w wodach słonawych, które co jakiś czas opuszcza, wychodząc na ląd. Poskoczka można trzymać w akwarium, warunkiem jest możliwość, by ryba wyszła na ląd (najlepiej do tego celu nadają się korzenie, jako że ryba ta w naturze zamieszkuje lasy namorzynowe). Ważne jest, by w zbiorniku poza wodą była bardzo duża wilgotność, gdyż ciało ryby musi być wilgotne.
W akwarium powinna być utrzymywana temperatura minimum 25 °C, a najlepiej około 30 °C, pH wody około 8,0. Nie jest absolutnie konieczne solenie wody.
Poskoczek nie rozmnaża się w niewoli. Jest rybą drapieżną i żywi się owadami, robakami, małymi rybami. W warunkach akwarystycznych można stosować pożywienie mrożone. Potrafi się wspinać i skakać, zatem akwarium musi być przykryte. Można zaobserwować szczególną zdolność nieznacznej zmiany barwy ciała, upodabniającej do otoczenia – zwłaszcza po przebywaniu ryby dłuższy czas na czarnym podłożu.
Poskoczek zajmuje swoje terytorium i walczy o nie, więc trzymanie więcej niż jednego osobnika wymaga dużego akwarium.
W warunkach naturalnych często buduje swoiste „baseny” w mule, chroniąc się w ten sposób przed odpływem wody.